# Pacific Steam Navigation Company
Die Pacific Steam Navigation Company (PSNCo) war eine britische Reederei mit Sitz in Liverpool, die einen Liniendienst von Großbritannien aus nach der Westküste Südamerikas (Chile, Peru, Ecuador) unterhielt. Die Linie gewann für die Versorgung dieser Region besondere Bedeutung.

## Geschichte
1838 gründete der Amerikaner William Wheelwright die Reederei Pacific Steam Navigation Company, um an der Westküste Südamerikas eine Schifffahrtslinie zu etablieren. Chile gewährte der Gesellschaft dafür Exklusivrechte, was den wirtschaftlichen Aufstieg der jungen Gesellschaft beschleunigte. Bis 1920 behielt die Reederei diese Art Monopolstellung. Der Liniendienst dieser Zeit führte von Valparaíso über Callao und Guayaquil nach Panama und zurück.
1850 eröffnete die PSNCo im Verbund mit der Orient Line eine Liniendienst nach Australien und Neuseeland. 1868 entschloss sich die Reederei eine Direktverbindung von Großbritannien zur Westküste Südamerikas einzurichten. Die Linienverbindung war Liverpool–(Bordeaux)–(A Coruña)–Lissabon–Rio de Janeiro–Montevideo–Buenos Aires–Valparaíso. 1904 wurden noch Port Stanley (Falklandinseln) und Coronel in diese Verbindung eingefügt.
Die Gesellschaft stieg zu einer der führenden Reedereien im Südamerika-Geschäft auf, hatte jedoch bald mit steigenden wirtschaftlichen Problemen zu kämpfen. 1877 zog sich die PSNCo aus dem Australien-Dienst mit der Orient Line zurück und verkaufte vier ihrer Dampfer an den ehemaligen Partner. Von der Orient Line übernahm die PSNCo aber die Tradition, dass die Namen aller großen Passagierschiffe der Linie mit dem Buchstaben O anfingen.
1910 wurde die PSNCo durch die britische Royal Mail-Gruppe aufgekauft. Mit mehr Geldmitteln versehen begann die Reederei, ihre Flotte zu modernisieren und zu erweitern. 1914 kamen mit der Orduna und der Orbita die ersten Schiffe der Gesellschaft mit mehr als 10.000 BRT in Dienst.
1920 führte die PSNCo einen neuen Liniendienst ein, der den 1915 eröffneten Panamakanal einbezog. Die Linienverbindung war Liverpool oder New York City–(Bermuda)–(Bahamas)–(Jamaika)–Panama–Guayaquil–Lima–Callao–Valparaíso. Der Liniendienst um Kap Hoorn wurde aber weiterhin betrieben.
1931 musste die Royal-Mail-Gruppe infolge der Weltwirtschaftskrise Konkurs anmelden. 1933 als Royal Mail Line reorganisiert, bildete sie nun zusammen mit der PSNCo einen Verbund (RML/PSNCo-Group). 1965 wurde die Gruppe durch die britische Reederei Furness, Withy & Co. aufgekauft. 1970 wurden alle Schiffe der Reederei an die Royal Mail Line übertragen, aber die PSNCo blieb zumindest als Manager aktiv. 1980 kaufte der Hongkong-Chinese C.Y. Tung die Furness, Withy-Gruppe auf, und im Laufe der 1980er Jahre verlor die PSNCo immer mehr ihre Identität und hörte 1985 als aktive Firma auf zu bestehen.
Die Pacific Steam Navigation Co. wurde eines der vielen Opfer der Containerisierung der Welt-Schifffahrt, aber auch der schlechten wirtschaftlichen Lage ihres Mutterkonzerns, der Furness, Withy-Gruppe sowie der schlechten Situation in der britischen Schifffahrt Ende der 1960er, Anfang der 1970er Jahre allgemein.
Seit 1990 liegen die Namensrechte an der PSNCo bei der deutschen Reederei Hamburg Süd.

## Schiffe

### Passagierschiffe
| Jahr        | Name               | Tonnage   | Werft                                | Status/Schicksal                                                            |
| ----------- | ------------------ | --------- | ------------------------------------ | --------------------------------------------------------------------------- |
| 1840        | Chile (I)          | 690 BRT   | Curling & Young Ltd., Limethouse     | 1852 verkauft                                                               |
| 1840        | Peru (I)           | 690 BRT   | Curling & Young Ltd., Limethouse     | 1852 an der chilenischen Küste gesunken                                     |
| 1845        | Ecuador (I)        | 323 BRT   | Tod & McGregor Ltd., Glasgow         | 1850 verkauft                                                               |
| 1849        | Bolivia (I)        | 773 BRT   | R. Napier & Sons Ltd., Glasgow       | 1870 außer Dienst und zum Abbruch verkauft                                  |
| 1851        | Lima (I)           | 1461 BRT  | R. Napier & Sons Ltd., Glasgow       | 1863 an der chilenischen Küste gesunken                                     |
| 1851        | Santiago (I)       | 1461 BRT  | R. Napier & Sons Ltd., Glasgow       | 1857 verkauft                                                               |
| 1852        | Bogota (I)         | 1461 BRT  | R. Napier & Sons Ltd., Glasgow       | 1871 bei Tarada Point auf Untiefen gelaufen und gesunken                    |
| 1852        | Quito (I)          | 1461 BRT  | R. Napier & Sons Ltd., Glasgow       | 1853 an der chilenischen Küste gesunken                                     |
| 1856        | Callao (I)         | 1060 BRT  | J. Reid & Co. Ltd., Glasgow          | 1871 an der chilenischen Küste gesunken                                     |
| 1856        | Valparaiso (I)     | 1060 BRT  | Randolph & Elder Ltd., Glasgow       | 1880 verkauft                                                               |
| 1861        | Peru (II)          | 1307 BRT  | Randolph & Elder Ltd., Glasgow       | 1881 außer Dienst und zum Abbruch verkauft                                  |
| 1863        | Quito (II)         | 1388 BRT  | Randolph & Elder Ltd., Glasgow       | 1865 verkauft                                                               |
| 1863        | Chile (II)         | 1672 BRT  | Randolph & Elder Ltd., Glasgow       | 1878 verkauft                                                               |
| 1865        | Santiago (II)      | 1672 BRT  | Randolph & Elder Ltd., Glasgow       | 1869 in der Magellan-Straße gesunken                                        |
| 1865        | Pacific            | 1672 BRT  | Randolph & Elder Ltd., Glasgow ´     | 1880 außer Dienst und zum Abbruch verkauft                                  |
| 1865        | Limena             | 1672 BRT  | Randolph & Elder Ltd., Glasgow       | 1880 außer Dienst und zum Abbruch verkauft                                  |
| 1866        | Panama (II)        | 1672 BRT  | Randolph & Elder Ltd., Glasgow       | 1880 außer Dienst und zum Abbruch verkauft                                  |
| 1866        | Colon              | 1995 BRT  | Randolph & Elder Ltd., Glasgow       | 1872 verkauft                                                               |
| 1868        | Magellan (I)       | 2877 BRT  | Randolph & Elder Ltd., Glasgow       | 1893 außer Dienst und zum Abbruch verkauft                                  |
| 1869        | Cordillera         | 2877 BRT  | Randolph & Elder Ltd., Glasgow       | 1882 in der Magellan-Straße gesunken                                        |
| 1869        | Araucania          | 2877 BRT  | Randolph & Elder Ltd., Glasgow       | 1897 verkauft                                                               |
| 1869        | Patagonia          | 2877 BRT  | Randolph & Elder Ltd., Glasgow       | 1895 an der chilenischen Küste gesunken                                     |
| 1869        | John Elder         | 3832 BRT  | John Elder & Co. Ltd., Glasgow       | 1892 an der chilenischen Küste gesunken                                     |
| 1870        | Caldera            | 1741 BRT  | W. Denny & Bros. Ltd., Dumbarton     | 1876 verkauft                                                               |
| 1871        | Chimbarozzo (I)    | 4105 BRT  | John Elder & Co. Ltd., Glasgow       | 1878 an Orien Line verkauft                                                 |
| 1871        | Cuzco (I)          | 4105 BRT  | John Elder & Co. Ltd., Glasgow       | 1878 an Orient Line verkauft                                                |
| 1871        | Garonne            | 4105 BRT  | John Elder & Co. Ltd., Glasgow       | 1877 an Orient Line verkauft                                                |
| 1871        | Lusitania          | 4105 BRT  | John Elder & Co. Ltd., Glasgow       | 1877 an Orient Line verkauft                                                |
| 1872        | Acongagua          | 4105 BRT  | John Elder & Co. Ltd., Glasgow       | 1895 verkauft                                                               |
| 1872        | Cotopaxi (I)       | 4022 BRT  | John Elder & Co. Ltd., Glasgow       | 1889 in der Magellan-Straße nach Kollision gesunken                         |
| 1872        | Illimani           | 4022 BRT  | John Elder & Co. Ltd., Glasgow       | 1879 an der jemenitischen Küste (Arabien) gesunken                          |
| 1872        | Sorata (I)         | 4014 BRT  | John Elder & Co. Ltd., Glasgow       | 1895 außer Dienst und zum Abbruch verkauft                                  |
| 1872        | Corcovado (I)      | 3805 BRT  | Laird Bros. & Co. Ltd., Birkenhead   | 1875 an Royal Mail Line verkauft, Don                                       |
| 1873        | Puno (I)           | 3805 BRT  | Laird Bros. & Co. Ltd., Birkenhead   | 1875 an Royal Mail Line verkauft, Para                                      |
| 1872        | Tacora             | 3575 BRT  | John Elder & Co. Ltd., Glasgow       | 1872 auf Jungfernfahrt bei Montevideo gesunken                              |
| 1873        | Valparaiso (II)    | 3575 BRT  | John Elder & Co. Ltd., Glasgow       | 1887 bei Vigo (Spanien) gesunken                                            |
| 1873        | Potosi (I)         | 4218 BRT  | John Elder & Co. Ltd., Glasgow       | 1897 außer Dienst und zum Abbruch verkauft                                  |
| 1873        | Britannia          | 4129 BRT  | Laird Bros. & Co. Ltd., Birkenhead   | 1895 bei Rio de Janeiro auf Grund gelaufen und verkauft                     |
| 1873        | Galicia            | 3829 BRT  | Laird Bros. & Co. Ltd., Birkenhead   | 1898 verkauft                                                               |
| 1873        | Iberia             | 4671 BRT  | John Elder & Co. Ltd., Glasgow       | 1903 außer Dienst und zum Abbruch verkauft                                  |
| 1874        | Liguria            | 4671 BRT  | John Elder & Co. Ltd., Glasgow       | 1903 außer Dienst und zum Abbruch verkauft                                  |
| 1879        | Pizarro (I)        | 2160 BRT  | R. Napier & Sons Ltd., Glasgow       | 1907 außer Dienst und zum Abbruch verkauft                                  |
| 1879        | Mendoza            | 2160 BRT  | R. Napier & Sons Ltd., Glasgow       | 1904 außer Dienst und zum Abbruch verkauft                                  |
| 1881        | Puno (II)          | 2398 BRT  | R. Napier & Sons Ltd., Glasgow       | 1904 außer Dienst und zum Abbruch verkauft                                  |
| 1881        | Serena             | 2398 BRT  | R. Napier & Sons Ltd., Glasgow       | 1903 außer Dienst und zum Abbruch verkauft                                  |
| 1886        | Oroya (I)          | 6077 BRT  | Barrow SB Co. Ltd., Barrows          | 1906 verkauft                                                               |
| 1886        | Orizaba            | 6077 BRT  | Barrow SB Co. Ltd., Barrows          | 1905 bei Sydney auf Grund gelaufen und gesunken                             |
| 1889        | Oruba (I)          | 5857 BRT  | Barrow SB Co. Ltd., Barrows          | 1906 verkauft                                                               |
| 1889        | Orotava            | 5857 BRT  | Barrow SB Co. Ltd., Barrows          | 1906 verkauft                                                               |
| 1893        | Orcana (I)         | 4823 BRT  | Harland & Wolff, Belfast             | 1903 an HAPAG verkauft und in Albingia umbenannt                            |
| 1893        | Orellana           | 4823 BRT  | Harland & Wolff, Belfast             | 1904 an HAPAG verkauft und in Allemania umbenannt                           |
| 1895        | Oropesa (I)        | 5321 BRT  | Harland & Wolff, Belfast             | 1915 an die französische Marine verkauft                                    |
| 1895        | Orissa (I)         | 5358 BRT  | Harland & Wolff, Belfast             | 1918 torpediert und gesunken                                                |
| 1897        | Oravia (I)         | 5321 BRT  | Harland & Wolff, Belfast             | 1912 bei Port Stanley auf Grund gelaufen und gesunken                       |
| 1899        | Ortona (I)         | 7945 BRT  | Vickers, Sons & Maxim Ltd., Barrows  | 1906 verkauft                                                               |
| 1903        | Orita              | 9266 BRT  | Harland & Wolff, Belfast             | 1927 aufgelegt und 1931 zum Abbruch verkauft                                |
| 1906        | Ortega (I)         | 7989 BRT  | Harland & Wolff, Belfast             | 1927 außer Dienst und zum Abbruch verkauft                                  |
| 1906        | Oronsa             | 7989 BRT  | Harland & Wolff, Belfast             | 1918 bei Bardsey Island torpediert und gesunken                             |
| 1906        | Oriana (II)        | 8086 BRT  | Barclay, Curle & Co. Ltd., Glasgow   | 1933 außer Dienst und zum Abbruch verkauft                                  |
| 1908        | Orcoma (I)         | 11546 BRT | W. Beardmore & Co. Ltd., Glasgow     | 1933 außer Dienst und zum Abbruch verkauft                                  |
| 1914        | Orbita (I)         | 15495 BRT | Harland & Wolff, Belfast             | 1951 außer Dienst und zum Abbruch verkauft                                  |
| 1914        | Orduna (I)         | 15499 BRT | Harland & Wolff, Belfast             | 1950 außer Dienst und zum Abbruch verkauft                                  |
| 1918        | Orca               | 16063 BRT | Harland & Wolff, Belfast             | 1927 an White Star Line verkauft und in Calgaric umbenannt                  |
| 1920        | Oropesa (II)       | 14118 BRT | Cammell Laird & Co. Ltd., Birkenhead | 1941 bei Irland torpediert und gesunken (106 Tote)                          |
| 1921 (1905) | Oruba (II)         | 6795 BRT  | A. Stephen & Sons Ltd., Glasgow      | 1905 ex Marathon für Aberdeen Line / 1921 PSNCo / 1924 Abbruch              |
| 1921 (1905) | Orcana (II)        | 6795 BRT  | A. Stephen & Sons Ltd., Glasgow      | 1905 ex Miltiades für Aberdeen Line / 1921 an PSNCo / 1924 Abbruch          |
| 1922 (1914) | Essequibo          | 8489 BRT  | Workman, Clark & Co. Ltd., Belfast   | 1915 für Royal Mail Line / 1922 an PSMco / 1935 an die Sowjetunion verkauft |
| 1922 (1915) | Ebro               | 8489 BRT  | Workman, Clark & Co. Ltd., Belfast   | 1914 für Royal Mail Line / 1922 an PSNCo / 1935 an Jugoslawien verkauft     |
| 1923        | Oroya (II)         | 12257 BRT | Harland & Wolff, Belfast             | 1950 außer Dienst und zum Abbruch verkauft                                  |
| 1924        | Oravia (II)        | 12257 BRT | Harland & Wolff, Belfast             | 1952 außer Dienst und zum Abbruch verkauft                                  |
| 1925        | Orissa (II)        | 12257 BRT | Harland & Wolff, Belfast             | 1952 außer Dienst und zum Abbruch verkauft                                  |
| 1931        | Reina del Pacifico | 17702 BRT | Harland & Wolff, Belfast             | 1958 außer Dienst und zum Abbruch verkauft                                  |
| 1956        | Reina del Mar      | 20750 BRT | Harland & Wolff, Belfast             | 1973 an Union-Castle Line verkauft                                          |

### Frachtschiffe
| Jahr        | Name           | Tonnage   | Werft                                        | Status/Schicksal                                                  |
| ----------- | -------------- | --------- | -------------------------------------------- | ----------------------------------------------------------------- |
| 1889        | Santiago (III) | 2953 BRT  | Barrow SB Co. Ltd., Barrows                  | 1907 gesunken                                                     |
| 1889        | Arequiba (II)  | 2953 BRT  | Barrow SB Co. Ltd., Barrows                  | 1889 gesunken (80 Tote)                                           |
| 1893        | Inca (II)      | 3603 BRT  | Harland & Wolff, Belfast                     | 1923 verkauft                                                     |
| 1893        | Magellan (II)  | 3603 BRT  | Harland & Wolff, Belfast                     | 1918 torpediert und gesunken                                      |
| 1893        | Sarmiento (I)  | 3603 BRT  | Harland & Wolff, Belfast                     | 1910 verkauft                                                     |
| 1893        | Antisana       | 3603 BRT  | Harland & Wolff, Belfast                     | 1918 torpediert und gesunken                                      |
| 1896        | Chile (III)    | 3225 BRT  | Caird & Co. Ltd., Greenock                   | 1921 außer Dienst                                                 |
| 1896        | Peru (III)     | 3225 BRT  | Caird & Co. Ltd., Greenock                   | 1922 verkauft                                                     |
| 1896        | Corcovado (II) | 4568 BRT  | Swan & Hunter Ltd., Newcastle                | 1921 außer Dienst                                                 |
| 1897        | Sorata (II)    | 4568 BRT  | Swan & Hunter Ltd., Newcastle                | 1922 verkauft                                                     |
| 1899        | Columbia (II)  | 3335 BRT  | Caird & Co. Ltd., Greenock                   | 1907 gesunken                                                     |
| 1899        | Guatemala      | 3227 BRT  | Caird & Co. Ltd., Greenock                   | 1923 verkauft                                                     |
| 1900        | Potosi (II)    | 5896 BRT  | Wigham Richardson Ltd., Newcastle            | 1900 verkauft                                                     |
| 1901        | Galicia (II)   | 5896 BRT  | Wigham Richardson Ltd., Newcastle            | 1917 torpediert und gesunken                                      |
| 1902        | Panama (III)   | 5981 BRT  | Fairfield SB & Eng. Co. Ltd., Glasgow        | 1918 an Royal Navy verkauft                                       |
| 1902        | Victoria       | 5981 BRT  | Fairfield SB & Eng. Co. Ltd., Glasgow        | 1923 außer Dienst                                                 |
| 1902        | Mexico         | 5981 BRT  | Fairfield SB & Eng. Co. Ltd., Glasgow        | 1922 außer Dienst                                                 |
| 1902        | California     | 5981 BRT  | Fairfield SB & Eng. Co. Ltd., Glasgow        | 1917 torpediert und gesunken                                      |
| 1905        | Potosi (III)   | 4375 BRT  | W. Pickersgill & Sons Ltd., Sunderland       | 1925 verkauft                                                     |
| 1905 (1885) | Callao (II)    | 4206 BRT  | Harland & Wolff, Belfast                     | 1885: Gaelic, White Star Line / 1905 an PSNCo / 1907 außer Dienst |
| 1906        | Duendes        | 4603 BRT  | J. Laing & Co. Ltd., Sunderland              | 1927 verkauft                                                     |
| 1906        | Esmeraldas     | 4603 BRT  | J. Laing & Co. Ltd., Sunderland              | 1917 durch dt. Handelsstörer Möwe gekapert und versenkt           |
| 1906        | Flamenco       | 4603 BRT  | J. Laing & Co. Ltd., Sunderland              | 1916 durch dt. Handelsstörer Möwe gekapert und versenkt           |
| 1906        | Bogota (II)    | 4603 BRT  | J. Laing & Co. Ltd., Sunderland              | 1916 torpediert und gesunken                                      |
| 1907        | Kenuta (I)     | 4953 BRT  | John Brown & Co. Ltd., Clydebank             | 1926 verkauft                                                     |
| 1907        | Lima (III)     | 4953 BRT  | John Brown & Co. Ltd., Clydebank             | 1910 gesunken                                                     |
| 1907        | Junin          | 4536 BRT  | W. Beardmore & Co. Ltd., Glasgow             | 1926 verkauft                                                     |
| 1907        | Huanchaco      | 4536 BRT  | W. Beardmore & Co. Ltd., Glasgow             | 1926 verkauft                                                     |
| 1907        | Quilpe         | 3674 BRT  | John Brown & Co. Ltd., Clydebank             | 1922 verkauft                                                     |
| 1907        | Quillota       | 3674 BRT  | W. Beardmore & Co. Ltd., Glasgow             | 1923 verkauft                                                     |
| 1919        | Loreto         | 6682 BRT  | Harland & Wolff, Belfast                     | 1951 verkauft                                                     |
| 1919        | Loriga         | 6682 BRT  | Harland & Wolff, Belfast                     | 1951 verkauft                                                     |
| 1919        | Lagarto        | 6682 BRT  | Harland & Wolff, Belfast                     | 1948 außer Dienst                                                 |
| 1919        | Bogota (III)   | 5210 BRT  | Cammell Laird & Co. Ltd., Birkenhead         | 1932 verkauft                                                     |
| 1919        | Ballena        | 5210 BRT  | W. Dobson & Co. Ltd., Newcastle              | 1933 verkauft                                                     |
| 1920 (1913) | Magellan (III) | 6553 BRT  | J.C. Tecklenborg AG, Geestemünde             | 1913: Alda, Roland-Linie / 1920 PSNCo / 1934 außer Dienst         |
| 1920        | La Paz         | 6520 BRT  | Harland & Wolff, Belfast                     | 1942 torpediert und gesunken                                      |
| 1921        | Lobos          | 6520 BRT  | Harland & Wolff, Belfast                     | 1952 außer Dienst                                                 |
| 1921        | Losada         | 6520 BRT  | Harland & Wolff, Belfast                     | 1952 außer Dienst                                                 |
| 1923        | Laguna         | 6466 BRT  | Harland & Wolff, Belfast                     | 1952 außer Dienst                                                 |
| 1923 (1915) | Latauro        | 6240 BRT  | Harland & Wolff, Belfast                     | 1915: Bostonian, Leyland Line / 1923 PSNCo / 1947 verkauft        |
| 1945        | Samanco        | 6413 BRT  | Harland & Wolff, Belfast                     | 1956 verkauft                                                     |
| 1945        | Sarmiento (II) | 6413 BRT  | Harland & Wolff, Belfast                     | 1969 verkauft                                                     |
| 1946        | Santander      | 6705 BRT  | Harland & Wolff, Belfast                     | 1967 verkauft                                                     |
| 1947        | Salinas        | 6705 BRT  | Harland & Wolff, Belfast                     | 1968 verkauft                                                     |
| 1948        | Salamanca      | 6705 BRT  | Harland & Wolff, Belfast                     | 1967 verkauft                                                     |
| 1948        | Salaverry      | 6705 BRT  | Harland & Wolff, Belfast                     | 1967 verkauft                                                     |
| 1947 (1943) | Talca (III)    | 7219 BRT  | Bethlehem-Fairfield Shipyard Inc., Baltimore | 1943: USMC / 1947 PSNCo / 1953 verkauft                           |
| 1950        | Kenuta (II)    | 8564 BRT  | Greenock Dockyard Ltd., Greenock             | 1970 verkauft                                                     |
| 1950        | Flamenco (II)  | 8564 BRT  | Greenock Dockyard Ltd., Greenock             | 1966 verkauft                                                     |
| 1951        | Cuzco (II)     | 8564 BRT  | Blyth D.D. & SB Co. Ltd., Blyth              | 1965 verkauft                                                     |
| 1954        | Cotopaxi (II)  | 8564 BRT  | W. Denny & Bros. Ltd., Dumbarton             | 1973 verkauft                                                     |
| 1955        | Pizarro (II)   | 8564 BRT  | Greenock Dockyard Ltd., Greenock             | 1972 verkauft                                                     |
| 1955        | Potosi (IV)    | 8564 BRT  | Greenock Dockyard Ltd., Greenock             | 1972 verkauft                                                     |
| 1959        | Eleuthera      | 5684 BRT  | Harland & Wolff, Belfast                     | 1971 verkauft                                                     |
| 1959        | Somers Isle    | 5684 BRT  | Harland & Wolff, Belfast                     | 1971 verkauft                                                     |
| 1959        | Cienfuegos     | 5684 BRT  | Russell & Co. Ltd., Aberdeen                 | 1971 verkauft                                                     |
| 1966        | Orcoma (II)    | 10300 BRT | Harland & Wolff, Belfast                     | 1979 verkauft                                                     |
| 1968 (1956) | Oroya (III)    | 6311 BRT  | Bremer Vulkan AG, Vegesack                   | 1956: Arabic, SS&A / 1968 PSNCo / 1972 verkauft                   |
| 1968 (1957) | Orita (III)    | 6311 BRT  | Bremer Vulkan AG, Vegesack                   | 1956: Afric, SS&A / 1968 PSNCo / 1972 verkauft                    |
| 1968 (1956) | Oropesa (III)  | 6311 BRT  | Bremer Vulkan AG, Vegesack                   | SS&A / 1968 PSNCo / 1970 verkauft                                 |